# ويليام شاتنر

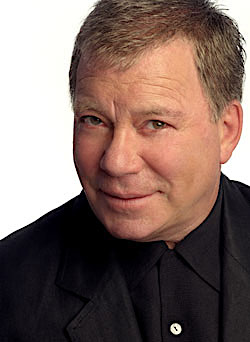
ويليام شانتر

ويليام شانتر (بالإنجليزية: William Shatner)‏ (ولد في 22 مارس 1931)، هو ممثل كندي حائز على جوائز، ويعد رمزا تلفزيونيا مشهورا في الولايات المتحدة بمشاركاته في Star Trek، عمل طيلة حياته المهنية كموسيقي، منتج، مخرج، ومؤلف أيضا.
أهم أدواره الحديثة في مسلسل بوسطن ليغال، بدور المحامي داني كراين، وبه حاز على جائزة إيمي لأفضل ممثل.

## وصلات خارجية
- ويليام شاتنر على موقع IMDb (الإنجليزية)
- ويليام شاتنر على موقع ميتاكريتيك (الإنجليزية)
- ويليام شاتنر على موقع الموسوعة البريطانية (الإنجليزية)
- ويليام شاتنر على موقع روتن توميتوز (الإنجليزية)
- ويليام شاتنر على موقع مونزينجر (الألمانية)
- ويليام شاتنر على موقع ألو سيني (الفرنسية)
- ويليام شاتنر على موقع ميوزك برينز (الإنجليزية)
- ويليام شاتنر على موقع تيرنر كلاسيك موفيز (الإنجليزية)
- ويليام شاتنر على موقع أول موفي (الإنجليزية)
- ويليام شاتنر على موقع قاعدة بيانات برودواي على الإنترنت (الإنجليزية)

ويليام شاتنر  على قاعدة بيانات الخيال التأملي على الإنترنت